# Йозеф Ресель
Йозеф Людвіг Франц Ресель (нім. Joseph Ludwig Franz Ressel, 29 червня 1793, Хрудім, Богемія, Австрійська імперія (нині Пардубіцької області Чеської Республіки) — 9 жовтня 1857, Любляна (тепер Словенія)) — австрійський інженер-лісівник, технік-винахідник чеського походження, який запропонував новий рушій для судна — гребний гвинт, що поміщається в кормовій частині, і побудував перший у світі пароплав з гребним гвинтом «Чівета».

## Біографія
Закінчив гімназію в Лінці, навчався в артилерійському училищі в Чеське-Будейовіце, потім у Віденському університеті і в Маріабрунській імперській лісотехнічній академії. Працював на австрійській державній службі лісником, в завдання якого входило забезпечення постачання якісної деревини для потреб військово-морського флоту імперії.
Уже в 1812 році склав проєкт судна, яке могло б рухатися за допомогою архімедового гвинта. У 1821 році він був переведений в Трієст — найбільший порт Австрійської імперії (сучасна Італія), де провів успішні випробування гребного гвинта власної конструкції.
У 1827 році Ресель отримав патент на винахід дерев'яного гребного гвинта.
У 1826 і 1829 роках Й. Реселю вдалося побудувати пароплав з дерев'яним гребним гвинтом власної конструкції й паровою машиною в шість кінських сил. Проведений досвід закінчився, завдяки випадковості, невдачею: пароплавний котел в ході випробувань вибухнув, і подальші досліди були заборонені поліцією. Вибух не був викликаний випробуваннями гвинта, як багато хто вважав у той час.
Тоді Ресель в 1829 році продав свій винахід до Франції.
Усі пізніші конструкції гвинтових судів французьких і англійських інженерів ґрунтуються посередньо або безпосередньо на винаході Й. Реселя.
Серед інших винаходів Реселя — пневматичні циліндри і шарикопідшипники. Протягом свого життя він отримав ще ряд патентів.